# マリア・アバクモワ
マリア・アバクモワ（ロシア語: Мария Васильевна Абакумова、Mariya Vasiliyevna Abakumova、1986年1月15日 - ）はロシアの陸上競技選手。専門はやり投。スタヴロポリ地方スタヴロポリ出身。2008年8月北京オリンピックにロシア女子やり投代表として出場し70m78のロシア新記録を樹立、銀メダルを獲得したが、2016年にドーピング違反が発覚しメダルを剥奪され、2008年から2012年までの記録も抹消された。この他、世界陸上競技選手権大阪大会7位。

## 主な戦績
| 年度       | 大会名                             | 開催地                    | 順位         | 記録          |
| ロシア代表 | ロシア代表                         | ロシア代表                | ロシア代表   | ロシア代表    |
| ---------- | ---------------------------------- | ------------------------- | ------------ | ------------- |
| 2003       | 第3回世界ユース陸上競技選手権大会  | シェルブルック（ カナダ） | 4位          | 51m41         |
| 2005       | 第23回ユニバーシアード             | イズミル（ トルコ）       | 8位          |               |
| 2007       | 世界陸上競技選手権大阪大会         | 大阪（ 日本）             | 7位          | 61m43         |
| 2008       | 北京オリンピック                   | 北京（ 中華人民共和国）   | 2位（抹消）  | 70m78（抹消） |
| 2009       | 世界陸上競技選手権ベルリン大会     | ベルリン（ ドイツ）       | 3位（抹消）  | 66m06（抹消） |
| 2009       | IAAFワールドアスレチックファイナル | テッサロニキ（ ギリシャ） | 優勝（抹消） | 64m60（抹消） |
| 2010       | ヨーロッパ陸上競技選手権大会       | バルセロナ（ スペイン）   | 5位（抹消）  | 61m46（抹消） |
| 2011       | 世界陸上競技選手権テグ大会         | テグ（ 韓国）             | 優勝（抹消） | 71m99（抹消） |
| 2013       | 世界陸上競技選手権モスクワ大会     | モスクワ（ ロシア）       | 3位          | 65m09         |

## 記録
- やり投
  - 屋外 - 70m53（2013年9月1日）